# Attentat du Liverpool Women's Hospital
L'attentat du Liverpool Women's Hospital est un attentat survenu le 14 novembre 2021 lorsqu'une explosion s'est produite dans un taxi, sur le parking devant l'entrée principale du Liverpool Women's Hospital (en) de Liverpool, en Angleterre. Le passager a été tué et le chauffeur du taxi a été blessé. L'explosion a ensuite été déclarée comme un incident terroriste; l'auteur avait été débouté du droit d'asile en 2014, avait perdu son appel en 2015 et avait vécu en Angleterre jusqu'à son agression.

## Attentat
Le 14 novembre 2021, à environ 10 h 59 du matin GMT, une explosion a eu lieu dans un taxi dans le parking en face de l'entrée principale du Liverpool Women's Hospital. L'explosion a été causée par un engin explosif improvisé qui était transporté par le passager du taxi, Emad Al Swealmeen, 32 ans, un homme d'origine moyen-orientale inconnu du MI5, qui a été tué dans l'incident,,. Le chauffeur de taxi a été admis à l'hôpital et décrit comme "secoué et blessé", avec une oreille devant être recousue, mais libéré le jour suivant,.

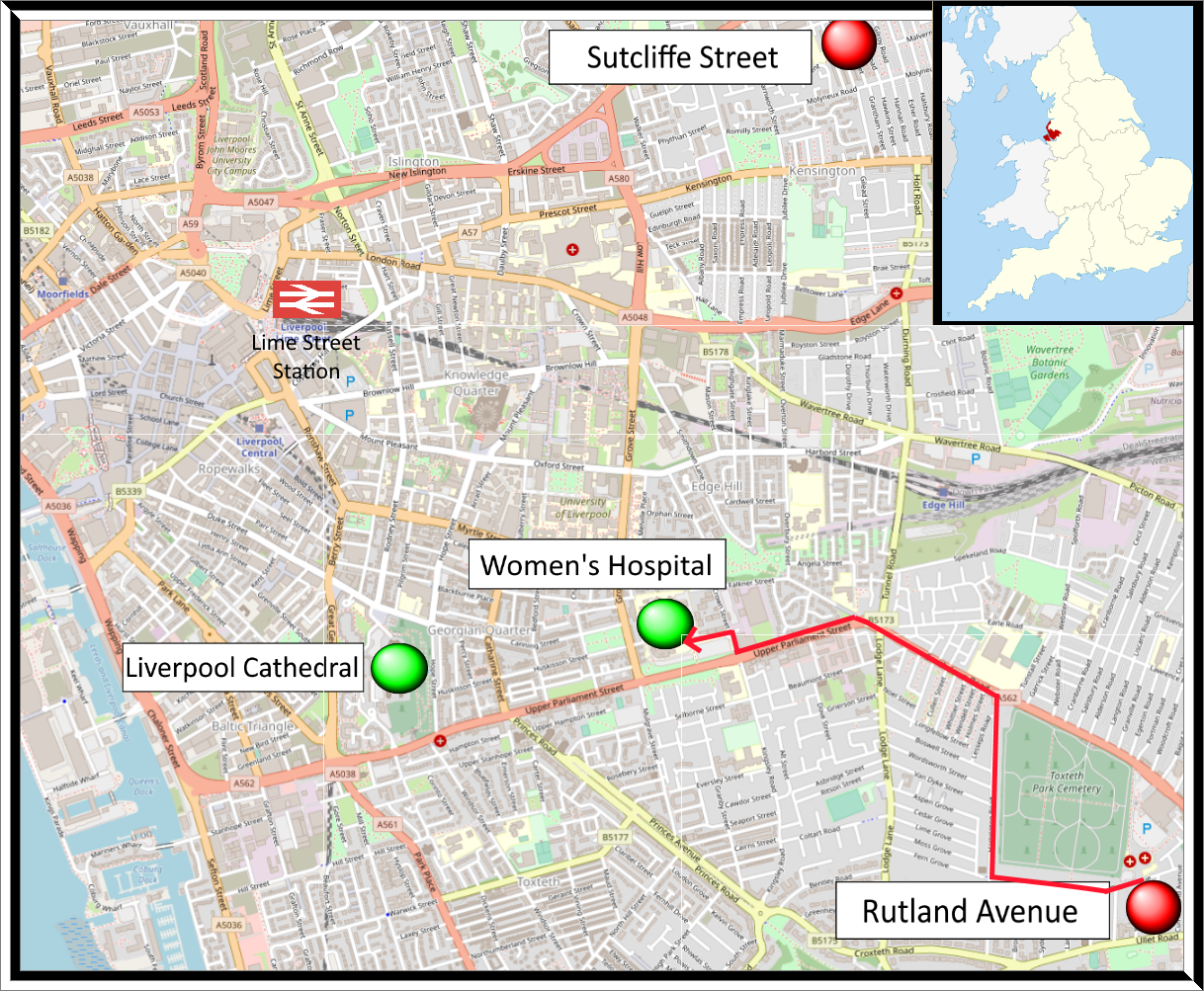
Géographie des événements, dont l'itinéraire du trajet en taxi de l'agresseur.

La Merseyside Police (en) s'est rendue sur les lieux, ainsi que les pompiers et les ambulanciers ; ils étaient accompagnés par le Royal Logistic Corps (en) de Bomb Squad (en). L'hôpital a été placé sous verrouillage, les routes ont été fermées et un cordon était en place autour de l'hôpital dans la soirée et la police armée a maintenu une présence.
La motivation du kamikaze pour l'attaque n'était pas immédiatement connue. Une théorie a émergé selon laquelle il avait l'intention de marcher jusqu'à la cathédrale et de faire exploser son appareil pendant que la congrégation partait. The Independent a demandé s'il y avait un "lien entre le moment de l'incident et le fait qu'il s'est produit le dimanche du Souvenir, la minute de silence associée étant généralement observée à 11 h 0". L'hôpital est à une courte distance de la cathédrale de Liverpool, où le service commémoratif avait lieu en présence de milliers d'anciens combattants et de militaires avec un défilé ultérieur. À ce sujet, la police a déclaré : "Nous sommes bien sûr conscients qu'il y a eu des événements commémoratifs à une courte distance de l'hôpital et que l'allumage s'est produit peu avant 11 h 0 du matin. Nous ne pouvons pas pour le moment établir de lien avec cela, mais c'est une piste de recherche que nous poursuivons."

## Enquête
Il a été établi que le chauffeur de taxi, David Perry, a récupéré le passager sur l'avenue Rutland, à environ 10 minutes en voiture de l'hôpital. Les premiers rapports suggéraient qu'à son arrivée, il avait verrouillé les portes de son véhicule sur son passager avant qu'il ne s'enflamme, bien qu'un porte-parole de la lutte contre le terrorisme ait noté que les agents n'avaient pas encore parlé à Perry dimanche soir.
Le Telegraph a rapporté que l'auteur était inconnu du MI5.
La police a procédé à trois arrestations en vertu de la loi sur le terrorisme (en) et, bien qu'elle n'ait pas encore déclaré que l'explosion était un incident terroriste, elle a déclaré que l'enquête était menée par des agents antiterroristes, "par prudence". Robert Wright du Financial Times a déclaré que toute décision selon laquelle l'incident est considéré comme du terrorisme serait prise par le Counter Terrorism Command de la Metropolitan Police.
Des unités armées de la police de Liverpool ont perquisitionné une propriété dans la région de Sefton Park (en), bien que la BBC ait noté qu'elles n'avaient pas "confirmé si les deux incidents étaient liés". Trois hommes âgés de 29, 26 et 21 ans ont été arrêtés dans la région de Kensington à Liverpool en vertu de la Loi sur le terrorisme. La police a déclaré plus tard que les arrestations étaient une réponse directe à l'attaque. Les arrestations ont été effectuées sur la rue Boaler, qui est à distance de marche de l'hôpital. Un quatrième homme a été arrêté et un certain nombre de maisons dans la région de Sefton Park avaient été évacuées. L'indépendant a noté qu'il s'agissait d'une "précaution habituelle [...] lorsque des matières explosives sont suspectées ou trouvées". Une explosion contrôlée a été réalisée au milieu de Sefton Park, "à quelques centaines de mètres" de la maison de Rutland Avenue où l'équipement de fabrication de bombes a été découvert. Les quatre personnes interpelées ont ensuite été relâchées .

### Auteur
L'auteur s'appelait Emad al Swealmeen et avait 32 ans. Originaire de Syrie ou de Jordanie, il vivait au Royaume-Uni depuis plusieurs années et était de confession chrétienne. Il avait été interné six mois en hôpital psychiatrique.
D'après la police antiterroriste, les refus répétés opposés à sa demande d'asile et ses problèmes psychologiques ont pu le pousser à l'acte.

## Conséquences
Le maire de Liverpool (en), Joanne Anderson, a fait une déclaration tandis que le Premier ministre Boris Johnson a félicité Perry, déclarant qu'"il semble que le chauffeur de taxi en question se soit comporté avec une présence d'esprit et une bravoure incroyables". Le secrétaire fantôme à la Santé Jonathan Ashworth s'est excusé lundi soir après avoir transmis ses condoléances à la famille du défunt sans mentionner David Perry. Il a expliqué qu'une mauvaise lecture de la nouvelle l'avait amené à comprendre que le mort était un innocent membre du public.
Le 15 novembre 2021, la police a déclaré que l'explosion était un incident terroriste et le niveau de menace terroriste au Royaume-Uni (en) est passé de substantiel à grave. Le MI5 s'est joint à l'enquête le jour même de l'incident dans un rôle de soutien à la police locale, tandis que COBRA s'est réuni le matin du 15 novembre.